# ФК Парма
ФК „Парма“ е италиански футболен клуб от град Парма, област Емилия-Романя, който, след като обявява фалит през март 2015 г., прекратява съществуването си през юни същата година. За негов наследник се приема понастоящем състезаващият се в италианската Серия Б отбор на „Парма Калчо 1913“ (на италиански: Parma Calcio 1913).
Kлубът играе домакинските си мачове на стадион „Енио Тардини“, често наричан просто „Тардини“, от 1923 г.
Финансиран от Калисто Танци, клубът печели 8 трофея между 1992 и 2002 г. – период, в който постига най-доброто си класиране като второ място през сезон 1996/97. Парма печели 3 Копа Италия, 1 Суперкопа Италиана, 2 Купа на УЕФА, 1 Суперкупа на Европа и 1 КНК
Финансови проблеми възникват в края на 2003 г. от скандала „Пармалат“, който води до срив на компанията-майка и функционирането на клуба попада в контролирана администрация до януари 2007 г. „Парма“ е обявен в несъстоятелност през 2015 г. и e повторно основан в Серия Д, като последват 3 директни промоции, за да се завърне в Серия А през 2018 г.
Отборът е известен с прозвищата „жълто-сините“ и „дуковете“.

## История

### Ранни години (1913 – 1968)
Клубът е създаден през юли 1913 г. като „Верди футбол клуб“ (Verdi Football Club) в чест на стогодишнината на известния оперен композитор Джузепе Верди, роден в провинция Парма. Той приема жълтото и синьото като клубни цветове. През декември същата година „Парма Фут Бол Клуб“ се формира от много от първите играчи на клуба и започва да носи бели екипи с черен кръст. „Парма“ започва да играе футбол в лигата по време на сезон 1919/20 след края на Първата световна война. Изграждането на стадион „Енио Тардини“ започва две години по-късно. „Парма“ става член-основател на Серия Б, след като завършва като подгласник в Първа дивизия в сезон 1928/29. Клубът остава в Серия Б в продължение на три години, преди да изпадне и да промени името си на Спортна асоциация „Парма“ през 1931 г. В сезон 1935/36 „Парма“ става член-основател на Серия Ц, където клубът играе, докато печели промоция обратно в Серия Б през 1943 г. Италианският футбол е в застой след Втората световна война, въпреки че отборът играе в Campianto Alta Italia през 1944 г.
След възстановяването на организирания футбол „Парма“ прекарва три години в Серия Б, след което се разделя в две регионални дивизии, преди отново да изпадне през 1948/49 в Серия Ц. Там прекарва още пет сезона преди 11-годишната магия в Серия Б, която включва постигането на 9-о място през 1954/55, клубен рекорд по това време. Това е епоха, в която играчите на клуба имат други работни места или все още са ученици. „Парма“ дебютира на европейско състезание през сезон 1960/61, побеждавайки швейцарския „Белинзона“ на „Корпа деле Алпи“, но изпада в Серия Ц през сезон 1964/65. „Парма“ прекарва само един сезон в Серия Ц преди още едно последващо изпадане, този път в Серия Д през 1966 г.

### Възраждане и усъвършенстване (1968 – 1989)
Клубът е в хаос и е разпореден в ликвидация от съда в Парма през 1968 г., променяйки името си на ФК „Парма“ същата година. През 1969 г. друг местен отбор – Асочационе Калчо Пармензе печели промоция в Серия Д. На 1 януари 1970 г. АК „Пармензе“ придобива спортния лиценз на ликвидирания клуб, създаден през 1913 г. Това означава, че той има право да използва екипите с кръста, емблемата и името на града. Това води до промяна както от финансова, така и от спортна гледна точка, тъй като отборът става шампион в Серия Д и прекарва три години в Серия Ц, преди промоцията в Серия Б, но това е кратък престой. Завръщането в Серия Б не се материализира до края на 1970-те и клубът отново продължава само един сезон във втората дивизия на италианския футбол.
Под ръководството на Чезаре Малдини „Парма“ отново се връща в Серия Б, след като печели първото място през 1984 г. с победа в последния ден над „Санремо“. Стефано Пиоли отбелязва единственият гол в мача. Дуковете отново прекарват само една година в Серия Б, завършвайки на дъното и изпадат. Ариго Саки обаче успява да върне клуба в Серия Б през 1986 г. след един сезон в третото ниво. Отборът се радва на добър успех през сезона, като пропуска промоцията само на 3 точки и отстранява „Милан“ от Копа Италия, което убеждава собственика Силвио Берлускони да назначи Саки за треньор на „росонерите“. Заместникът на Саки – Зденек Земан е уволнен само след седем мача и е сменен от Джампиеро Витали, който осигурява две последователни места в средата на таблицата.

### Успех и несъстоятелност (1989 – 2004)
Невио Скала е назначен за треньор през 1989 г. „Парма“ на Скала прави историческа промоция през 1990 г. в Серия А с 2:0 победа над „Реджана“. Инвестициите от страна на компанията-майка „Пармалат“ помагат за подобряване на състоянието на отбора и клубът дебютира в Купата на УЕФА през 1991 г. Скала печели 4 трофея. Първият от тях е Копа Италия през 1991/92, побеждавайки „Ювентус“ с 2:1. На следващата година е първият международен триумф с победа с 3:1 в Купата на носителите на купи над белгийския „Антверп“ на Уембли. Следващият сезон е успешен за Суперкупата на УЕФА, надделявайки с 3:1 над „Милан“, но „Парма“ губи с 1: 0 от „Арсенал (Лондон)“ за КНК през 1994 г. Последният успех на Скала с „Парма“ е в друг финал срещу „Ювентус“: Дино Баджо вкарва два пъти, за да даде на „Парма“ Купата на УЕФА, но „Ювентус“ отмъщава на финала на Копа Италия. Заменен от Карло Анчелоти, Скала напуска през 1996 г. и е популярен треньор със спечелените трофеи и защото отборът играе атрактивен футбол.
Анчелоти обновява отбора и го класира на 2-ро място през 1997 г. След това „Парма“ дебютира в Шампионската лига на следващата година. Алберто Малезани е назначен като треньор през 1998 г. и клубът печели финала на Копа Италия срещу „Фиорентина“ и Купата на УЕФА срещу „Олимпик Марсилия“ на стадион Лужники в Москва с 3:0 през 1999 г. През август 1999 г. е спечелена Суперкупата на Италия. През 2000 г. Ернан Креспо е продаден на „Лацио“ за световно рекордна сума от €58.5 млн. и Малезани напуска.
При Ренцо Уливиери клубът губи финала на Копа Италия от „Фиорентина“. При Пиетро Карминяни през 2002 г. „Парма“ печели третия си трофей Копа Италия срещу „Ювентус“ и завършва извън първите шест за първи път от промоцията през 1990 г. През април 2004 г. клубът е обявен в несъстоятелност след финансовата криза на „Пармалат“ и остава в специална администрация в продължение на три години.

### Възраждане и нов фалит (2004 – 2015)
Клубът се преформира като ФК „Парма“ акционерно дружество (Parma Football Club SpA) през юни 2004 г. (като дъщерно дружество на ликвидирания Parma AC SpA), а през сезон 2004/05 се свлича до 17-о място в Серия А въпреки 23-те гола на Алберто Джилардино, който впоследствие е продаден за 25 млн. евро, а треньорите идват и си отиват постоянно. „Парма“ завършва следващия сезон, първият без европейско участие от 1991 г. насам, на 10-о място, но се завръща през 2006 г. след скандала Калчополи.
На 24 януари 2007 г. Томазо Гирарди купува клуба от администрацията и става негов собственик и президент. Клаудио Раниери спасява отбора от изпадане в Серия Б в последния ден на сезон 2006/07 след назначаването си през февруари. Въпреки това с поредицата от треньори битката на „Парма“ с изпадането през следващата година не е успешна, изпращайки клуба в Серия Б след 18 години на топ ниво.
Франческо Гуидолин връща „Парма“ обратно в Серия А и го класира там на 8-о място при завръщането си през 2009/10, като за малко не се класира за Лига Европа, където са изпреварени от „Удинезе Калчо“. През май 2010 г. Гуидолин е сменен от Паскуале Марино, който е уволнен през април 2011 г., когато „Парма“ отново се бори за оцеляване. Под ръководството на Франко Коломба, Парма се спасява. През януари 2012 г. Коломба е заменен от Роберто Донадони след 5 мача без победа, завършили със загуба 0:5 от „Интер“, и новият треньор класира тима до 8-о място за седем мача.
През 2014 г. Донадони извежда „Парма“ до 6-о място в Серия А и го класира за Лига Европа за пръв път от 2007 г. насам, но „Парма“ не е допуснат до участие поради забавяне на плащането заплати, данък върху доходите, което не отговаря на условията за лиценз на УЕФА, за който клубът е с отнети точки по време на сезон 2014/15. Финансовите проблеми предизвикват последователност от промени в собствеността и евентуален фалит на клуба през март 2015 г. с общо пасиви от 218 млн. евро, включително 63 млн. евро неплатени заплати. Клубът е допуснат да завърши сезона, но завършва в дъното на 20-о място.

### Ново начало (2015-)
Нов клуб, S.S.D. Parma Calcio 1913, е създаден през юли 2015 г., като взима името си от годината на основаване на предшественика на клуба и осигурява място в Серия Д 2015/16 по чл. 52 на Н.О.И.Ф. като представител на град Парма. Най-успешният треньор в историята на клуба – Невио Скала е избран за президент, а бившият играч Луиджи Аполони – за треньор. В първия сезон на клуба той продава над 9000 сезонни карти – рекорд за Серия Д. „Парма“ постига промоция в професионалната Лега Про, завършвайки сезона на първо място с 94 точки от 38 мача и без загуба от 28 победи и 10 равенства.
През сезон 2016/17 завършва на 2-ро място в група B, но печели промоция за Серия Б след победа с 2:0 над „Алесандрия“ на плеойфа за промоция. На 18 май 2018 г. „Парма“ реализира трета промоция за три сезона и се завръща в елита, като става първият италиански футболен клуб, постигнал това.

## Емблеми
- 1913
- 1930
- 1968
- 1968
- 2004 – 2012
- 2015 – 2016

## Срещи с български отбори
„Парма“ се е срещал с български отбори в официални и приятелски срещи.

### „Лудогорец“
С „Лудогорец“ се е срещал един път в приятелски мач на 23 юли 2011 г. в Италия като срещата завършва 3 – 0 за „Парма“.

## Успехи

### Домашни турнири
- Серия А 
  -  Вицешампион (1): 1996/97
  -  Бронзов медал (2): 1992/93, 1994/95
- Купа на Италия:
  -  Носител (3): 1991/92, 1998/99, 2001/02
  -  Финалист (2): 1994/95, 2000/01
- Суперкупа на Италия
  -  Носител (1): 1999
  -  Финалист (3): 1992, 1995, 2002
- Серия Б 
  -  Шампион (1): 1989/1990
- Серия Ц
  -  Шампион (7): 1928/29, 1943/44, 1953/54, 1972/73, 1978/79, 1983/84, 1985/86
- Серия Д
  -  Шампион (2): 1969/70, 2015/16

### Европейски турнири
- Купа на УЕФА:
  -  Носител (2): 1994/95, 1998/99
- Суперкупа на Европа:
  -  Носител (1): 1993
- Купа на носителите на купи:
  -  Носител (1): 1992/93
  -  Финалист (1): 1993/94

## Състав
Последна актуализация: 17 август 2018

## Известни бивши футболисти
- Карло Анчелоти
- Луиджи Аполони
- Дино Баджо
- Симоне Бароне
- Антонио Бенариво
- Никола Берти
- Лука Бучи
- Джанлуиджи Буфон
- Фабио Канаваро
- Масимо Крипа
- Даниеле Десена
- Алберто Ди Киара
- Марко Ди Вайо
- Стефано Фиоре
- Алберто Джилардино
- Филипо Индзаги
- Марко Маркиони
- Алесандро Мели
- Доменико Морфео
- Роберто Муси
- Джузепе Роси
- Джанфранко Дзола
- Абел Балбо
- Ернан Креспо
- Ариел Ортега
- Нестор Сенсини
- Хуан Себастиан Верон
- Лусиано Галети
- Марк Брешано
- Винс Грела
- Златан Муслимович
- Христо Стоичков
- Адаилтон
- Адриано
- Марсио Аморузо
- Фабио Симплисио
- Клаудио Тафарел
- Жуниор
- Патрик Мбома
- Фаустино Асприля
- Марио Станич
- Ален Богосян
- Себастиан Фрей
- Енрико Киеза
- Сабри Ламуши
- Йоан Мику
- Лилиан Тюрам
- Осман Дабо
- Стефан Апия
- Хидетоши Наката
- Сержо Консейсао
- Фернандо Коуто
- Адриан Муту
- Фердинанд Колу
- Саво Милошевич
- Томас Бролин
- Йеспер Бломквист
- Хакан Шюкюр

## Бивши треньори
- Ариго Саки
- Зденек Земан
- Невио Скала
- Карло Анчелоти
- Даниел Пасарела
- Чезаре Прандели
- Клаудио Раниери
- Ектор Купер
- Франческо Гуидолин

## Български футболисти
- Христо Стоичков: 1995/96 в Серия А - (23 мача - 5 гола)
- Валери Божинов: 2009/11 в Серия А - (61 мача - 11 гола)
- Димитър Трайков: 2015 в Серия D (група D) - (4 мача - 0 гола)